# Love & Hate
Love & Hate ist das zweite Studioalbum des britischen Soulsängers Michael Kiwanuka. Es erschien am 15. Juli 2016 über die Labels Polydor und Interscope.

## Titelliste
1. Cold Little Heart – 10:10
2. Black Man in a White World – 4:18
3. Falling – 4:16
4. Place I Belong – 4:47
5. Love & Hate – 7:07
6. One More Night – 3:53
7. I’ll Never Love – 2:45
8. Rule the World – 5:42
9. Father’s Child – 7:05
10. The Final Frame – 4:59

## Rezeption

### Kritik
Laut.de bewertete Love & Hate mit fünf von möglichen fünf Punkten. Aus Sicht des Redakteurs Sven Kabelitz zerbreche Kiwanuka im Gegensatz zu vielen anderen Künstlern nicht am Vergleich mit Legenden wie Marvin Gaye, Curtis Mayfield, Isaac Hayes und Bill Withers. Love & Hate löse das Versprechen ein, das sein Debütalbum Home Again gegeben habe. So hebe er „sich selbst und sein Songwriting […] eindringlich, verletzlich, rau und voller Anmut“ auf ein „neues Level.“ Das Album verbinde „verschwenderische Streicher-Arrangements, Kiwanukas störrische Fuzz-Gitarren, warme Bassläufe, Hammond-Orgeln und dynamische Percussions.“ Bereits das erste Stück Cold Little Heart stelle eine „Eröffnung zum Niederknien, nahe an der Vollkommenheit“ dar. Dabei klinge es wie eine „lang verschollene Zusammenarbeit von Isaac Hayes und […] Pink Floyd“ zu dem „sich ein Ennio Morricone-Chor“ geselle. Vor dem „Hintergrund der zunehmenden Rassenunruhen in Amerika“ sei mit Black Man in a White World eine „dringliche Hymne in der Tradition von ‚The Revolution Will Not Be Televised‘ (Gil Scott-Heron), ‚Niggers Are Scared Of Revolution‘ (The Last Poets) und ‚Say It Loud – I'm Black And I'm Proud‘ (James Brown)“ entstanden.

### Bestenliste
In der Liste der besten „Hip Hop-Alben des Jahres“ 2016 von Laut.de wurde Love & Hate auf Rang 9 platziert. Michael Kiwanuka vollbringe das „Riesenkunststück“ neben „Legenden nicht mickrig oder gleich komplett fehl am Platz zu wirken“, womit er würdig sei in die „Hip Hop-Liste“ aufgenommen zu werden. Auch in der Liste der „50 Alben des Jahres“ belegte Laut.de Love & Hate auf Platz 9. Michael Kiwanukas stehe „dank seinem wohlig-warmen, sanften Bariton und diesen unglaublichen Songs […] mit nur 23 Jahren bereits heute im Soul- und Folk-Olymp.“

### Verwendung in anderen Medien
Der Titel Cold Little Heart wurde einem breiten Publikum auch als Titelmelodie der Serie Big Little Lies bekannt.

## Kommerzieller Erfolg

### Chartplatzierungen
Love & Hate erreichte Platz 1 der britischen Album-Charts. Mit Position 6 war es auch in den deutschen Charts erfolgreich. In den US-amerikanischen Billboard 200 belegte Love & Hate Rang 170.
| ChartsChartplatzierungen       | Höchstplatzierung | Wochen |
| ------------------------------ | ----------------- | ------ |
| Deutschland (GfK)              | 6 (8 Wo.)         | 8      |
| Österreich (Ö3)                | 11 (4 Wo.)        | 4      |
| Schweiz (IFPI)                 | 4 (12 Wo.)        | 12     |
| Vereinigte Staaten (Billboard) | 170 (1 Wo.)       | 1      |
| Vereinigtes Königreich (OCC)   | 1 (27 Wo.)        | 27     |

### Auszeichnungen für Musikverkäufe
| Land/Region                  | Auszeichnungen für Musikverkäufe (Land/Region, Auszeichnung, Verkäufe) | Verkäufe |
| ---------------------------- | ---------------------------------------------------------------------- | -------- |
| Neuseeland (RMNZ)            | Gold                                                                   | 7.500    |
| Polen (ZPAV)                 | Platin                                                                 | 20.000   |
| Vereinigtes Königreich (BPI) | Gold                                                                   | 100.000  |
| Insgesamt                    | 2× Gold · 1× Platin ·                                                  | 127.500  |